# نیروی هوایی دماغه کاناورال پایگاه پرتاب ۳۴
نیروی هوایی دماغه کاناورال پایگاه پرتاب ۳۴ (به انگلیسی: Cape Canaveral Air Force Station Launch Complex 34) یا (LC-34) یک پایگاه پرتاب (پایگاه پرتاب‌کننده) در دماغه کاناورال ایالت فلوریدا در ایالات متحده آمریکا است. (LC-34) برگرفته از نخست دو واژه انگلیسی Launch Complex به معنای پایگاه پرتاب است و ۳۴ نیز شماره این پایگاه پرتاب است. (LC-34) و دوقلوی آن در شمال این پایگاه یعنی (LC-37) که به دست ناسا برای پرتاب برنامه آپولو، ساترن ۱، موشک، ساترن IB از سال ۱۹۶۱ میلادی تا ۱۹۶۸ میلادی به‌کار گرفته می‌شد؛ هم چنین این پایگاه پرتاب برای آپولو ۱ که فضانوردان گاس گریسام، ادوارد وایت، راجر چافی را همراه خود داشت؛ به‌کار گرفته شد.

## نگارخانه

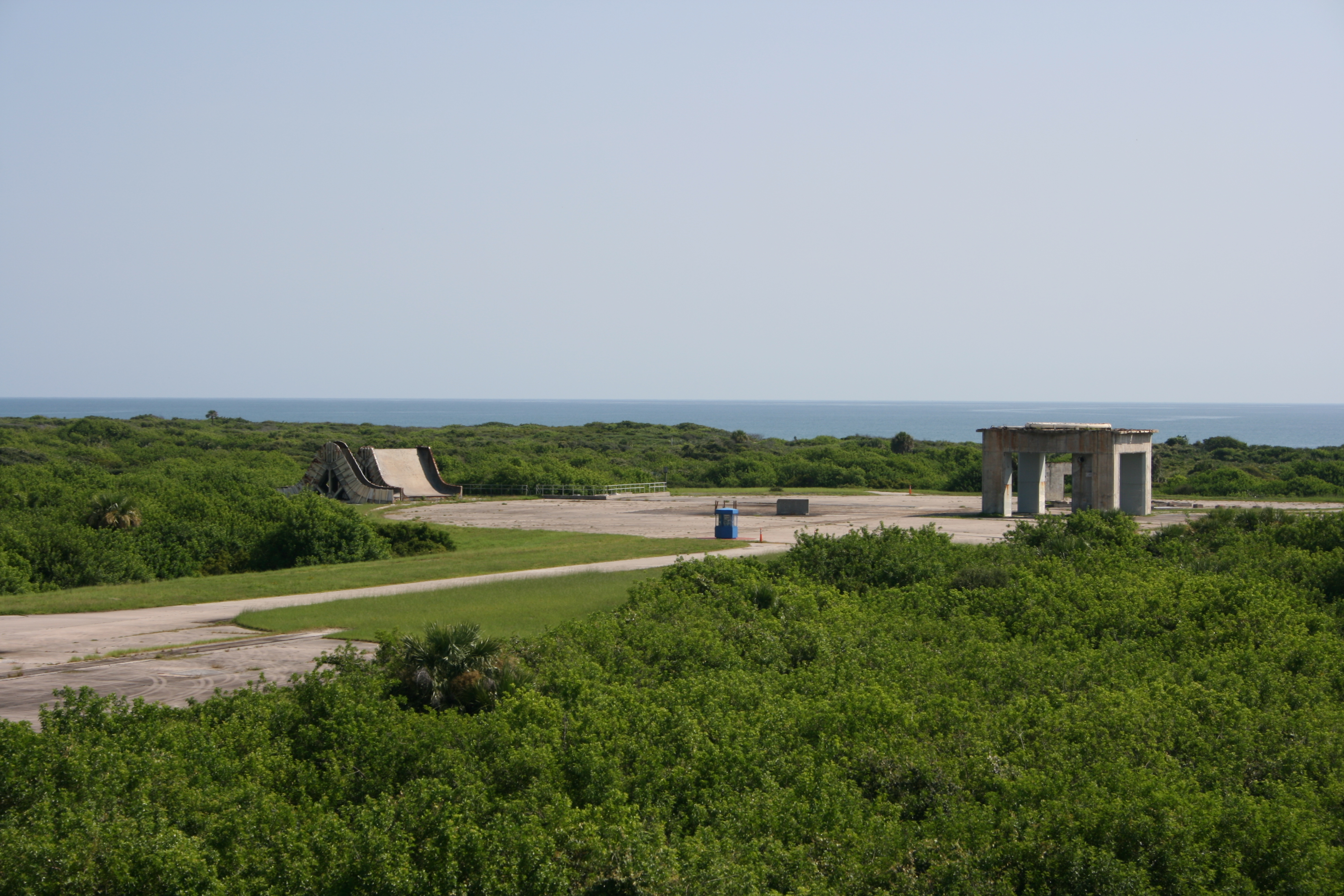